# Platypalpus eumerus
Platypalpus eumerus är en tvåvingeart som beskrevs av Mario Bezzi 1909. Platypalpus eumerus ingår i släktet Platypalpus och familjen puckeldansflugor. Inga underarter finns listade i Catalogue of Life.